# 哈里·霍頓
哈里·弗雷德里克·霍頓（Harry Frederick Houghton，1905年6月7日—1985年5月23日）是一位英國海軍士官，在冷戰時期為波蘭人民共和國和蘇聯從事間諜活動。他是波特蘭間諜網的成員。

## 早年生活
霍頓出生於英格蘭林肯。他14歲輟學成為一名跑腿小弟，後來加入了英國皇家海軍。到第二次世界大戰結束時，他是一名海軍軍士長。
戰後，他加入了公務員隊伍，並於1951年被派往英國駐華沙，波蘭大使館的海軍武官處工作。霍頓涉足黑市交易，最初是咖啡，後來是藥品（霍頓在回憶錄中承認了前者，但否認了後者）。這讓他賺了錢，也結識了一些人，但也導致他酗酒，並引起了波蘭秘密警察的注意。
霍頓的妻子抱怨他家庭暴力，並且有人擔心他與不該交往的人交往。1952年，他被勒令回國。霍頓和他的妻子於1956年分居，後來離婚。

## 間諜生涯
霍頓被任命到波特蘭的海軍水下武器研究所，英國皇家海軍在那裡測試水下作戰裝備。大約在1955年，他與埃塞爾·吉（被稱為「邦蒂」）開始交往，她是一位檔案管理員，也在基地工作。
大約在1956年，霍頓未經上級同意將機密文件帶出保險庫後，他接觸機密文件的權限受到限制。此時，他正在向波蘭間諜传递機密，波蘭間諜又將這些機密送到了蘇聯。他說服吉（顯然是告訴了她自己與俄羅斯人的關係）幫助他獲取他沒有權限的文件。吉將文件交給霍頓，他會將其拍照。每個月第一個星期六，霍頓會去倫敦，有時與吉同行，並與他們稱為戈登·朗斯代爾的聯絡人交換包裹，此人實際上是科伦·莫洛迪，一個偽裝成加拿大商人的非官方（非法）克格勃情報人員，他是後來被称为波特蘭間諜網的幕後主使。
霍頓的酗酒問題並沒有停止，而且他的生活遠遠超出了他的薪水，這讓他受到了懷疑。軍情五處對他進行了監視，並發現了波特蘭間諜網的其他成員。
彼得·賴特在他的著作《捕諜者》中聲稱，霍頓最初引起軍情五處的注意是因為一個代號為狙擊手的波蘭臥底報告說，他掌握了關於一名英國海軍中俄羅斯間諜的信息。據賴特說，狙擊手不知道間諜的名字，但說聽起來像「霍頓」。狙擊手還獲得了間諜發送的文件，幫助軍情五處確定誰可以接觸到這些文件。來自狙擊手的信息稱，該間諜因酗酒被從華沙遣送回國，指向了霍頓。
1961年1月7日，霍頓和吉與朗斯代爾（他的真實身份當時還不為人知）在老維克劇院附近被特別分局的警官逮捕。其他蘇聯間諜，莫里斯和洛娜·科恩（他們的化名是彼得和海倫·克羅格）也被逮捕。
霍頓在審判中聲稱，他受到了波蘭人和俄羅斯人的勒索，被迫為他們從事間諜活動。在波蘭，他與一名女性黑市商人有染，並被告知如果他不提供機密，她就會入獄。吉和霍頓的前妻也受到了威脅，他聲稱自己曾兩次遭到暴徒襲擊。霍頓聲稱他提供的情報是報紙剪報和已經公開的事情。
1919年9月公布的文件顯示，霍頓，也許還有吉，本可以在1957年被捕，但軍情五處無視了霍頓配偶的警告，認為這是「一個不滿和嫉妒的妻子的胡言亂語」。霍頓夫人曾在1956年告知海軍部，「她的丈夫正在向不應該得到信息的人洩露機密信息」。安全部門直到收到一名中央情報局特工（波蘭情報部門的臥底）的線報後才採取行動。

## 晚年生活
1961年3月22日，霍頓和吉都被判處十五年監禁。 他們於1970年5月12日提前獲釋， 並於1971年結婚。大約在這段時間，霍頓寫了《波特蘭行動：一個間諜的自傳》，該書於1972年由哈特-戴維斯出版社出版。 霍頓於1985年在多塞特郡普爾默默無聞地去世，比埃塞爾晚一年。 他留下了價值114,071英鎊的遺產（相當於2021年的£367,686）。

## 大眾文化
1964年，一部名為《間諜之環》的影片再現了霍頓和波特蘭間諜案，由伯納德·李飾演霍頓。影片使用了許多案件的實際地點。

## 延伸閱讀
- 《蘇聯間諜網》，作者亞瑟·蒂特延，Pan Books出版，(1961)
- 《間諜之書：間諜活動百科全書》，作者諾曼·波爾瑪和托馬斯·艾倫，Greenhill Books 出版，ISBN 1-85367-278-5 (1997)
- Jan Bury, From the Archives: CX-52 Messages Read by Red Poles?, Cryptologia 33(4), 2009年10月, pp. 347–352.